# Les Thilliers-en-Vexin
Les Thilliers-en-Vexin é uma comuna francesa na região administrativa da Normandia, no departamento de Eure. Estende-se por uma área de 1,57 km². Em 2010 a comuna tinha 496 habitantes (densidade: 315,9 hab./km²).